# Portret Mariane Avstrijske (Velázquez)
Portret Mariane Avstrijske je slika olje na platnu iz leta 1652–1653 Diega Velázqueza, vodilnega umetnika španske zlate dobe, ki obstaja v številnih različicah. Njegova portretiranka, Doña Mariana (znana kot Maria Anna), je bila hči cesarja Ferdinanda III. in Marije Ane Španske. Ko je bila slika dokončana, je bila stara devetnajst let. Čeprav je v življenju opisana kot živahna in zabavna, je na Velázquezovem portretu nesrečna. Portret je naslikan v odtenkih črne in rdeče, njen obraz pa je močno naličen. Njena desna roka počiva na naslonjalu stola, v levici pa drži čipkast robček. Njen životec je okrašen z nakitom, vključno z zlato ogrlico, zapestnicami in veliko zlato broško. Na škrlatni draperiji za njo stoji ura, ki označuje njen status in razsodnost.
Mariana je bila zaročena s svojim prvim bratrancem, princem Baltasarjem Carlosom. Umrl je leta 1646 pri šestnajstih letih in leta 1649 se je poročila s svojim stricem, očetom Baltasarja Carlosa, Filipom IV., ki je prosil za njeno roko, da bi ohranil hegemonijo habsburške dinastije. Po njuni poroki je postala kraljica in po smrti njenega moža septembra 1665, regentka med mladoletnostjo svojega sina Karla II., dokler ni postal polnoleten leta 1675. Zaradi Karlovih zavirajočih telesnih šibkosti je prevladovala v političnem življenju v Španiji do svoje smrti leta 1696.
Velázquez je v 1650-ih dokončal serijo portretov španske kraljeve družine. Slike zaznamuje poudarek na svetlih odtenkih na temnih ozadjih, ekstravagantno pokrivalo in modno široke obleke. Serija doseže vrhunec z Las meninas iz leta 1656, ki vključuje Mariano in v središču njene hčer infanto Margarito Tereso. Ohranile so se tri celopostavne različice portreta Mariane Avstrijske, pa tudi polpostavne različice. Različica, ki je zdaj v Muzeju Prado, je znana kot izvirnik, saj je bila v španski kraljevi zbirki od njenega dokončanja. Njen datum temelji na ujemajočem se opisu platna, poslanega Ferdinandu na Dunaj 15. decembra 1651.

## Ozadje
Mariana se je rodila 21. decembra 1634 v Wiener Neustadtu v Avstriji kot drugi otrok Ferdinanda III., cesarja Svetega rimskega cesarstva, in Marije Ane Španske, sestre Filipa IV. Španskega. Marija je imela šest otrok, od katerih so le Mariana in dva sinova preživeli v odraslo dobo: Ferdinand (1633–1654) in Leopold (1640–1705), ki je leta 1658 postal cesar. Filipova prva žena, Elizabeta Francoska, je umrla stara 41 let leta 1644. Njun edini sin, Balthasar Karel, je umrl za črnimi kozami oktobra 1646, le nekaj mesecev po zaroki z Mariano, takrat staro 13 let. Zaradi njegove smrti je španski kralj ostal brez dedičev.
Ko je spoznal, da je na kocki hegemonija habsburške dinastije, je Filip predlagal poroko Mariani, svoji nečakinji. Umetnostna zgodovinarka Rose-Marie Hagen je Mariano opisala kot »rdečkasto, naivno dekle, ki se je rada smejala«, njene vsakodnevne dvorne dolžnosti pa so jo močno obremenjevale, ne nazadnje pritisk, da proizvesti moškega dediča.
Na kraljevem dvoru je bila poroka sprva ocenjena kot uspešna, ko je Mariana rodila hčerko, infantko Marjeto Terezijo. Imela sta tudi dva sinova: Felipe Próspero je bil prvotni prestolonaslednik, a je umrl leta 1661, star 3 leta; Karel, bodoči španski Karel II., se je rodil kasneje istega leta.
Mariana je imela težko življenje. S Filipom se pred poroko nista poznala in nista imela veliko skupnega. Poroka je kraljevemu dvoru predstavljala veliko težav. On je bil star več kot 40 let, ona 19 let, in njena ponudba, da bi Filipu zagotovila moškega dediča v družini, katere sinovi so bili po navadi bolni, je vključevala več lažnih upov in spontanih splavov. Ko je leta 1665 Filip umrl, je postala regentka Karla, zadnjega izmed španskih Habsburžanov. Karel je bil vse življenje slaboten, trpel je zaradi duševnih in telesnih motenj, španska monarhija pa je ženskam dovolila, da so imele pomembno vlogo v vladi, tako da je Mariana lahko prevladovala v političnem življenju Španije do svoje smrti leta 1696.

## Opis
Velázquez je skušal ponovno oživiti dvorno portretiranje iz 16. stoletja, ki je bilo nato, po besedah umetnostnega zgodovinarja Javierja Portúsa, »okamnelo v tog format ... s svojimi klišeji gest in obnašanja«. Kot uradni dvorni portret je slika v skladu s konvencijo, z vsakim poskusom prenesti občutek Marianinega veličastva. Njen ekstravaganten okus za oblačila in nakit je očiten, a sodoben pogled pravi, da je bila precej preprosta ženska v nesrečnem zakonu, ki ji je morda manjkalo veliko elegance, ki ji jo je pripisoval Velázquez.
Slika je sestavljena iz harmoničnih odtenkov bele, črne in rdeče. Škrlatno žametna zavesa daje sliki gledališki pridih. Njen material in barva sta podobni dolgi mizi za njo, na vrhu katere je postavljena pozlačena ura v obliki stolpa. Stol in miza označujeta njen kraljevski status, medtem ko ura opozarja na njene dolžnosti soproge kraljice in nakazuje vrlino preudarnosti.
Zdi se, da Velázquez poglobljeno preučuje Marianin značaj. Upodablja jo kot elegantno in ekstravagantno oblečeno na vrhuncu sodobne mode, vendar s čemernim izrazom. Po Hagenovih besedah se je Mariana počutila utesnjeno zaradi zahtev dvora in je trpela zaradi »dolgčasa, osamljenosti, domotožja in bolezni zaradi svojih neskončnih nosečnosti, [ki] so živahno dekle spremenile v to svojevoljno, neumno Nemko«. Njen nasmeh se ponovno pojavi na več kasnejših Velázquezovih portretih, vključno z Mariano Špansko v žalovanju Juana Bautiste Martíneza del Maza iz leta 1666, naslikano tik po smrti njenega moža in v letu, ko je bila njena hči Margarita, takrat dvanajstletna, poslana, da se poroči s stricem, cesarjem Leopoldom I.
Subjekt ima nenavadno togo pozo; zdi se, da se njen zgornji del telesa in glava skoraj dušita pod črno obleko. Obleko podpira širok in trd verdugado; njena širina je poudarjena s širokim čipkastim ovratnikom in vodoravnimi vzorci obrezanih robov. Njena nenavadno bleda koža je močno pobarvana z rdečilom, zaradi česar je pod lasuljo in širokim pokrivalom skoraj podobna lutki. Njen obraz je naslikan z debelimi potezami čopiča in plastmi neprozorne barve, ki se tanjša proti robovom, kjer se na radiografiji zdi, da je bila nanesena s hitrimi potezami. Čeprav je bila takrat stara komaj 19 let, je »formalna in pokončna, katoliška manira«, ki se pričakuje od sodobne španske kraljevine.
Mariana v levi roki drži čipkast robček. Njen verdugado in steznik odražata njeno zanimanje za visoko modo. Njena obleka je obsežno obrobljena s srebrnimi pletenicami in okrašena z rdečim trakom. Njeni številni kosi nakita vključujejo zapestnice, zlate verižice in dovršeno zlato broško, pripeto na prsi. Njene rjave lase krasijo rdeči trakovi in vrsta kit, ki se široko raztezajo na obe strani. Nosi veliko rdeče-belo pero, ki slikovito uokvirja njen obraz. Njena leva roka drži veliko in dovršeno prepognjeno belo blago, katerega upodobitev je zaradi svoje pozornosti do linij in opustitve obsega umetnostni zgodovinar Antonio Domínguez Ortiz opisal kot »vredno El Greca«.

## Naročila in datacija
Velázquez je bil tedaj španski dvorni slikar, ki je bil od leta 1652 Aposentador mayor del Palacio (uradnik, zadolžen za nastanitev v palači). Deloval je na dvoru pod pritiskom pod grožnjo protikatoliškega Oliverja Cromwella, katalonskega upora in umika avstrijske podpore. Priznal je, da ga je delovna obremenitev izčrpala in da so mu službene dolžnosti omejile čas, ki ga je lahko posvetil slikanju; v zadnjih osmih letih in pol svojega življenja je ustvaril manj kot dvajset del. Od teh jih je preživelo približno štirinajst, večinoma iz kraljeve družine. Serija portretov se je začela s poroko Filipa in Mariane leta 1649 in vključuje platna Marije Terezije Španske in Felipeja Prospera, njunih prvih dveh otrok, ki sta živela dlje od otroštva. Felipe je umrl pri treh letih, vendar so portreti Marije Terezije postali povpraševani med potencialnimi snubci, ko je dopolnila zakonsko starost.
Ko je Ferdinand III. zahteval portret svoje hčere, je Filip prosil Velázqueza, naj se čim prej vrne v Madrid s svojega obiska v Italiji v letih 1649–1650. Prado datira sliko med letoma 1652 in 1653 in umetnostni zgodovinar José López-Rey se strinja. Josep Gudiol ga postavlja v leto 1652, pri čemer ugotavlja, da so bile replike dokončane in razdeljene v letih 1652–1653. Replika, ki je zdaj v Louvru, je bila poslana Ferdinandu 15. decembra 1652. Iz tega lahko domnevamo, da je bila slika dokončana pred tem datumom.
Velázquez je ponovno naslikal Mariano po Filipovi smrti leta 1665. Njegovi pozni portreti, prežeti z občutkom patosa, poudarjajo učinke vdovstva. Čeprav so ti portreti v tonu strogi in žalostni, je bila Mariana osebno privlačna in ljubeča. Portret infante Marije Terezije Španske iz leta 1653 prikazuje varuško v zelo podobni pozi, skupaj z veliko lasuljo, široko obleko in podobno žametno zaveso.

## Izvor in kopije
Slika je bila zabeležena v inventarju leta 1700, ko je bila povezana s Filipom IV. v oklepu z levom, ki je zdaj v El Escorialu v Madridu in pripisana članom njegove delavnice. Velázquezov portret Filipa je nedokončan; nekatere dele, vključno z levom, je umetnostni zgodovinar Julián Gállego opisal kot »komaj kaj več kot skicirano«. Po besedah umetnostne zgodovinarke Georgie Mancini je nekje pred letom 1700 druga roka »dodala kos platna na vrh prvotne kompozicije in naslikala zgornji del zavese«, da bi ustrezal velikosti Filipovega portreta.
Kasneje v življenju se je Velázquez ukvarjal z dvornimi dolžnostmi in je poskušal naslikati doprsni portret svoje varuške, dokončanje končnega dela pa je prepustil pomočnikom. Znanih je več sočasnih celopostavnih kopij; ena v Umetnostnozgodovinskem muzeju na Dunaju, druga je bila leta 1653 poslana nadvojvodi Leopoldu Viljemu, a je zdaj izgubljena. Tretja je bila v Pradu, dokler jo leta 1941 ni kupil Louvre z zamenjavo. Polovična različica, ki jo pripisujejo članom njegove delavnice, je v Metropolitanskem muzeju umetnosti. Različica, ki jo je v zbirki Richarda Forda katalogiziral nemški umetnostni zgodovinar Gustav Friedrich Waagen v svojih »Umetnostnih zakladih v Veliki Britaniji« iz leta 1854, Harry Wehle pa jo je leta 1940 napačno identificiral kot sliko Met, se danes pripisuje privržencem Velázqueza in v Muzej umetnosti Ringling, Sarasota, Florida.

## Galerija
- Delavniška kopija, Metropolitanski muzej umetnosti, New York
- Infantinja Margarita Tereza v modri obleki, 1659. Kunsthistorisches Museum, Dunaj. Kasnejša različica Marianinega portreta.
- Portret infante Marije Terezije Španske, 1653. Kunsthistorisches Museum, Dunaj. Upoštevajte zelo podobne lase, pozo, obleko in robček.
- Juan Bautista Martínez del Mazo, Mariana Španska v žalovanju, 1666, Narodna galerija, London